# آدمار براگا
آدمار دا سیلوا براگا (به پرتغالی: Ademar da Silva Braga) مربی فوتبال اهل برزیل است. وی مدت کوتاهی در سال ۱۳۷۹ سرمربی تیم ملی فوتبال ایران بود و در جام گفتگوی تمدن‌ها این تیم را هدایت کرد. پرگلترین نتیجه تاریخ فوتبال ایران نیز در بازی با گوام با مربیگری وی رقم خورد.